# 普林斯·伊貝
普林斯·欽尼耶·伊貝（英語：Prince Chinenye Ibeh，1994年6月3日—）為非裔美國男子篮球运动員，場上位置為中鋒。

## 職業生涯
2018年10月27日，B聯賽橫濱海盜宣布簽下伊貝。
2019年2月1日，橫濱海盜宣布伊貝於1月30日的比賽中左腳內側韌帶受傷，需休養三周。2月28日，橫濱海盜宣布與伊貝解除合約關係。伊貝為橫濱海盜出賽19場比賽，場均為4.6分、7.4籃板、2.6阻攻。2019年5月2日，菲律賓籃球協會北港巴塘碼頭宣布簽下伊貝。
2021年10月14日，伊貝加盟T1聯盟新北中信特攻，登錄名為「伊布」。
2022年3月2日，新北中信特攻表示伊貝未調整好狀態，合約到期後不續約，伊貝總計出賽15場，留下場均7.8分、7.5籃板、2.5阻攻的表現。3月15日，伊貝加盟烏拉圭籃球聯賽特魯維爾。8月11日，伊貝重返菲律賓籃球協會北港巴塘碼頭，作為該隊打PBA委員盃的外籍球員。12月14日，T1聯盟台灣啤酒英熊宣布伊貝加盟事宜，登錄名更改為「伊倍」。
2023年3月6日，台灣啤酒英熊考量其進攻方面無法調整至最佳狀態，宣布與伊貝解約，伊貝總計出賽14場，留下場均6.3分、6.9籃板、2.1阻攻的表現。10月25日，菲律賓籃球協會馬尼拉電氣延攬伊貝作為陣中2023–24年東亞超級聯賽第二位外籍球員。
2024年3月15日，P. LEAGUE+臺北富邦勇士宣布伊貝加盟事宜。6月16日，墨西哥國家職業聯賽坎昆熱火宣布伊貝加盟事宜。8月30日，伊貝重返愛國者。

## 國家隊生涯
2021年2月，伊貝入選盧安達國家男子籃球隊名單。他參加了2021年非洲籃球錦標賽兩場預賽，場均得11分。

## 個人生活
伊貝的父母1987年搬到英國倫敦以前居住在奈及利亞，伊貝出生於倫敦，5歲時全家搬到美國德克薩斯州阿馬里洛，10歲時再搬到達拉斯。伊貝擁有奈及利亞以及盧安達血統，2021年2月歸化為盧安達公民。

## 生涯數據

### T1聯盟

#### 例行賽
| 賽季    | 球隊         | GP | MPG   | 2P%  | 3P% | FT%  | RPG | APG | SPG | BPG | PPG |
| ------- | ------------ | -- | ----- | ---- | --- | ---- | --- | --- | --- | --- | --- |
| 2021-22 | 新北中信特攻 | 15 | 24:34 | 48.6 | 0   | 28.3 | 7.5 | 0.9 | 0.8 | 2.5 | 7.9 |

## 外部連結
- 普林斯·伊貝的Instagram帳戶
- 普林斯·伊貝的X（前Twitter）
- 普林斯·伊貝在fiba.basketball（英语）
- 普林斯·伊貝在NBA G聯盟官網（英语）
- 普林斯·伊貝在B.LEAGUE官網（日语）
- 普林斯·伊貝在P. LEAGUE+官網
- 普林斯·伊貝在Basketball-Reference.com（NBA）（英语）
- 普林斯·伊貝在Basketball-Reference.com（NBA G聯盟）（英语）
- 普林斯·伊貝在Sports-Reference.com（NCAA）（英语）
- 普林斯·伊貝在Eurobasket.com（球員）（英语）
- 普林斯·伊貝在Proballers（英语）
- 普林斯·伊貝在RealGM（英语）
- 普林斯·伊貝在Flashscore（英语）
- 普林斯·伊貝在Flashscore（英语）
- 普林斯·伊貝在Flashscore（英语）